# Lenguas komo-bira
Las lenguas komo-bira o komoicas son una división de las lenguas bantúes, codificada como D.20-30, en la clasificación de Guthrie, más específicamente, D.21, D.22, D.23, D.32 y D.32, que de acuerdo con Nurse & Philippson (2003), formarían un grupo filogenético válido. El resto del grupo D.20 incluiría las lenguas lega-holoholo, mientras que el resto de lenguas D.30 no parecen relacionadas entre sí (excepto el subgrupo budu-ndaka). Las lenguas komo-bira son:
- Komo (D.23)
- Bali (D.21), ?Beeke
- Birano (Bira-Amba): Amba (Kwamba), Bhele (Piri), Bila (Kango/Sua), Bera (Bira), Kaiku

Además, Nurse y Philippson informan que las Lenguas bati-angba podrían estar relacionadas junto con las que formarían parte del grupo boano. Dentro de ese grupo propuesto, sin embargo, el komo y el bali serían las lenguas más divergentes, mientras que el bati-angba no sería una rama separada, por lo que el boano tendría una estructura similar al komo-bira.